# دوباره زمان ساختن
«دوباره زمان ساختن» (به انگلیسی: Construction Time Again) آلبومی از دپش مد است که در سال ۱۹۸۳ میلادی منتشر شد.
این آلبوم در چارت‌های بریتانیا جزو ده آلبوم اول قرار گرفت.